# روجر مورغان
روجر مورغان (بالإنجليزية: Roger Morgan)‏ (14 نوفمبر 1946 في المملكة المتحدة - ) هو لاعب كرة قدم بريطاني في مركز الوسط. لعب مع توتنهام هوتسبير وكوينز بارك رينجرز.

## وصلات خارجية
- روجر مورغان على موقع قاعدة بيانات كرة القدم.إي يو (الإنجليزية)